# Põlvamaa
Põlvamaa (plným oficiálním názvem Põlva maakond, tedy „Põlvský kraj“) je jedním z patnácti estonských krajů. Kraj vznikl správní reformou v roce 1990 z někdejšího Põlvského okresu (Põlva rajoon), administrativní jednotky vytvořené za sovětské okupace z částí předválečných estonských krajů Tartumaa a Võrumaa.

## Základní údaje
Kraj Põlvamaa leží na jihovýchodě Estonska. Sousedí na severu a severozápadě s krajem Tartumaa, na východě a jihovýchodě s ruskou Pskovskou oblastí, na jihu a jihozápadě s krajem Võrumaa, na západě s krajem Valgamaa. Severozápadní hranice kraje, vedoucí Teplým jezerem a Pskovským jezerem je zároveň státní hranicí mezi Estonskem a Ruskem. Má rozlohu 2 165 km² a necelých třicet tisíc obyvatel.

## Správní členění

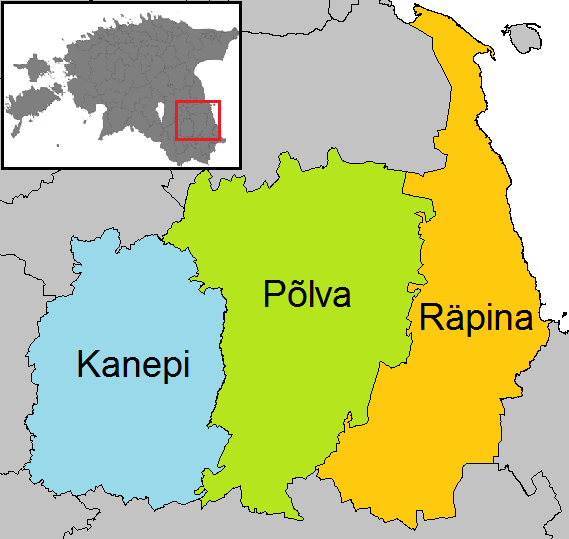
Samosprávné členění kraje Põlvamaa

Po správní reformě z roku 2017 se kraj Põlvamaa skládá ze 3 samosprávných obcí 14 samosprávných jednotek Kanepi, Põlva a Räpina. Administrativním centrem kraje je město Põlva.

## Osídlení
Podle oficiálních údajů měl kraj Põlvamaa k 1. lednu 2006 31 752 obyvatel. Z nich bylo 47,7 % mužů a 52,3 % žen. Při porodnosti 9,4 ‰, a úmrtnosti 16,2 ‰ tvořil roční přírůstek obyvatelstva -6,8 ‰. 94,7 % obyvatel bylo Estonců, 4,0 % Rusů. 16,2 % obyvatel bylo ve věku 0-14 let, 65,1 % ve věku 15-64 let a 18,7 % ve věku 65 a více let. Hustota osídlení byla 14,7 obyv./km². Míra nezaměstnanosti činila 12,4 %.
V kraji Põlvamaa jsou 2 města (Põlva a Räpina), 7 městeček (Ahja, Kanepi, Mooste, Vastse-Kuuste, Veriora, Võõpsu a Värska) a 230 vesnic.

## Přírodní charakter
Põlvamaa se dělí na dvě krajinné oblasti. Západní a střední část kraje tvoří Jihovýchodoestonská plošina na kterou v východní a jihovýchodní části kraje navazuje nížinná oblast Palumaa.
Celé území kraje patří do povodí Čudského jezera, což znamená, že vody všech více než 40 řek a potoků, které krajem protékají, se vlévají do Čudského, Teplého nebo Pskovského jezera.
V kraji se nachází přibližně 130 menších jezer s celkovou plochou 1000 ha. Většina z těchto jezer se sdružuje do soujezeří, z nichž největší je Kanepsko-Koorastský jezerní řetěz (Kanepi-Kooraste aheljärvestik) s rozlehlým Jõkským jezerem (Jõksi järv, 65 ha), Piigandským jezerem (Piigandi järv, 43 ha) a Velkým Koorastským jezerem (Kooraste Suurjärv, 39 ha). Další jezerní skupiny jsou Moostská jezera (Mooste järved), Oravská jezera (Orava järved), Partská jezera (Partsi järved) a Tiltská jezera (Tilsi järved). Největším jezerem kraje je Meelevské jezero (Meelva järv, 78,7 ha).
Põlvamaa se pyšní rovněž jednou z nejznámějších přírodních památek Estonska, Velkými nebesy (Suur Taevaskoda), 24,5 m vysokým pískovcovým útvarem, opracovaným tokem řeky Ahja.